# Navi Mumbai
Navi Mumbai (maráthi: नवी मुंबई, jelentése új Mumbai) város Indiában, Mahárástra szövetségi államban; Mumbai egyik elővárosa Thána kerületben. Lakossága 1,12 millió fő volt 2011-ben.
Az 1970-es évek elején várostervezés alapján született meg, Mumbai városával szemközt a Thane Creek öböl keleti partján. A két várost a Vashi-híd köti össze. 
Navi Mumbai nem csak alvóváros, hanem gazdasága is gyors fejlődést mutat.  Jelentős a vegyipara (petrolkémia, mezőgazdasági vegyszerek, továbbá festékek gyártása), a villamosenergia-ipar, a gépipar és az informatikai ipar (International Infotech Park, International Technology Centre, Millennium Business Park) . 

## Fordítás
- Ez a szócikk részben vagy egészben  a   Navi Mumbai című angol Wikipédia-szócikk fordításán alapul.  Az eredeti cikk szerkesztőit annak laptörténete sorolja fel. Ez a jelzés csupán a megfogalmazás eredetét és a szerzői jogokat jelzi, nem szolgál a cikkben szereplő információk forrásmegjelöléseként.
- Ez a szócikk részben vagy egészben  a   Navi Mumbai című német Wikipédia-szócikk fordításán alapul.  Az eredeti cikk szerkesztőit annak laptörténete sorolja fel. Ez a jelzés csupán a megfogalmazás eredetét és a szerzői jogokat jelzi, nem szolgál a cikkben szereplő információk forrásmegjelöléseként.